# Martim Martins Dade
Martim Martins Dade (m.c. 1290) foi um nobre medieval do Reino de Portugal, filho de Martim Pais Dade o Velho e de Maria Raimundes de Riba Vizela (m. 16 de junho de 1251), filha de Reimão Pires de Riba de Vizela e de Sancha Pais Correia. 
Documentado entre 1246 e 1290, entre os anos de 1276 e 1278 exerceu o cargo de Corregedor dos Feitos do Reino e entre os anos de 1281 e 1282 pertenceu ao Concelho Régio. Foi feito por ordem real Alcaide-mor de Santarém entre os anos de 1249 e 1284.
Distinguiu-se na conquista do Algarve (Faro), nos anos de 1249 e 1250, juntamente com seu cunhado, Egas Lourenço da Cunha.
Tinha propriedades nos conselhos de Vila Verde, de Guimarães, de Felgueiras, e de Vila Real e também nos conselhos de Vila Nova de Ourém, de Chamusca, de Cartacho e de Santarém.

## Matrimónios e descendência
Casou por três vezes, a primeira com Sancha de Santarém, de quem teve:
- João Martins Dade casou com Domingas Martins de Santarém;[5]
- Fernão Martins Dade (m. c. 1295) casou com Mor Esteves de Aboim;[6][7]
- Mécia Dade casou com D. Gomes Pais da Silva;[5]
- Maria Martins Dade casou por duas vezes, a primeira com Pedro Fernandes de Castro e a segunda com João Pires Brochardo;[5]
- Inês Martins Dade casou com Afonso Martins Froião;[5]
- Teresa Martins Dade casou com Mem Pires Pestana;[5]
- Martim Martins Dade, foi eclesiástico, exerceu o cargo de cónego de Lisboa, e de prior em Santa Maria de Sintra.[8]

O segundo casamento foi em 1267 com Urraca Lourenço da Cunha (m. em 1269) filha de D. Lourenço Fernandes da Cunha, de quem não teve descendentes.
O terceiro casamento ocorreu em julho de 1270 com Teresa Fernandes de Seabra, barregã do rei D. Afonso III de Portugal, ainda vivia em 1317. De este casamento nasceram:
- Estevão Martins Dade, que foi cónego de Coimbra e prior de Guimarães. Foi pai de Leonor Esteves Dade;[10]
- Vasco Martins Dade;[10]